# Epibatidine
Epibatidine is een alkaloïde die voorkomt in de huid van een neotropische giftige pijlgifkikker, Epipedobates tricolor. Deze kikkersoort wordt aangetroffen in Ecuador. Het is een krachtige pijnstiller, ongeveer twee- tot vierhonderd keer sterker dan morfine. De kikker synthetiseert de toxine om zich te beschermen tegen roofdieren.

## Geschiedenis
In de 1976 ontdekte Dr. John Daly van het National Institutes of Health in Bethesda (Verenigde Staten) een alkaloïde die voorkwam op de huid van een kikker in Zuid-Amerika. Al snel werd duidelijk dat de stof een sterke verdovende en pijnstillende werking had. Maar de stof kon niet in voldoende hoeveelheid geïsoleerd worden uit de huid van de kikker. Daarom was er behoefte om de stof chemische te synthetiseren in een laboratorium. Maar omdat de structuur in die tijd nog niet opgehelderd kon worden, lukte dit niet tot aan jaren '90. Met behulp van NMR en andere structuuranalysemethoden werd de structuur van de onbekende alkaloïde opgehelderd. Pas toen werd de alkaloïde epibatidine genoemd door de onderzoeksgroep van Dr. Daly.

## Synthese
Nadat de precieze structuur van epibatidine opgehelderd was werd het mogelijk om de stof chemisch te synthetiseren in een laboratorium. Omdat verondersteld werd dat epibatidine een potentieel zeer goede pijnstiller was, is er zeer veel onderzoek gedaan naar de synthese ervan. Dit resulteerde in 2001 tot 50 verschillende syntheseroutes voor epibatidine, waarvan de bekendste die van Elias James Corey is. Hierbij wordt gestart met 6-chloorpyridine-3-carboxaldehyde. Na negen stappen wordt uiteindelijk epibatidine verkregen als racemaat. De isomeren kunnen gemakkelijk gescheiden worden met behulp van HPLC. Het voordeel van deze synthese is dat de tussenstappen een hoog rendement hebben waardoor het totale rendement ook zeer hoog is, vaak meer dan 40%.
Het is nog niet bekend hoe de kikker aan epibatidine komt. Vermoedelijk synthetiseert de kikker epibatidine niet zelf, maar krijgt hij epibatidine of een precursor hiervan binnen via voedsel. Omdat epibatidine erg lijkt op de plantenalkaloïde nicotine ligt het voor de hand dat de kikker epibatidine of een precursor binnenkrijgt door specifieke planten te eten.

## Werkingsmechanisme
Epibatidine heeft een duale werking: het bindt aan nicotineacetylcholinereceptoren (nAChR's) en muscarineacetylcholinereceptoren (mAChR's).
Nicotineacethylcholinereceptoren zijn opgebouwd uit verschillende onderdelen: zogenaamde α-, β-, γ-, δ- en ε-subunits. De nAChR's zijn doorgaans pentameren, en de affiniteit voor liganden kan verschillen tussen verschillende opbouwen. nAChR's bemiddelen de neurotransmissie op de postsynaptische membraan in het centrale en parasympathische zenuwstelsel. Wanneer specifieke neurotransmitters binden aan deze receptor, opent het een ionkanaal, waardoor positief geladen ionen zich door de membraan kunnen bewegen. Dit veroorzaakt depolarisatie van de celmembraan. Dit faciliteert de postsynaptische actiepotentiaal. nAChR's worden bediend door neurotransmitters. De lichaamseigen neurotransmitter die dit kanaal bedient is acetylcholine. Echter, andere liganden zoals nicotine en epibatidine, kunnen ook aan de receptor binden. Epibatidine heeft een zeer hoge affiniteit voor nAChR's.
Tot een concentratie van ongeveer 10 μM bindt epibatidine alleen aan nAChR's, en niet aan andere receptoren. Boven deze concentratie bindt het ook aan mAChR's.
mAChR's zijn G-eiwitgekoppelde receptoren. Er zijn vijf subtypes: M1 tot en met M5. M1, M3 en M5 zijn gekoppeld aan een Gq-eiwit. Dit eiwit activeert fosfolipase C. Dit enzym katalyseert op zijn beurt de reactie van fosfatidylinositol-4,5-bifosfaat (PIP2) tot diacylglycerol (DAG) en inositol-1,4,5-trifosfaat (IP3). IP3 kan vervolgens verschillende effectoren activeren, zoals het (sarco) endoplasmatische reticulum calcium-ATP-ase (SERCA). Dit heeft een verhoging in calciumconcentratie ten gevolg.
M2 en M4 zijn gekoppeld aan een Gi-eiwit. Dit eiwit remt de werking van adenylylcyclase (AC). AC is een enzym dat ATP omzet in cAMP. cAMP is een boodschappermolecule die de activiteit van proteïnekinases beïnvloedt. De verdere effecten zijn afhankelijk van het celtype.
De effecten van epibatidine op deze twee soorten receptoren is dat motorische zenuwen geen impulsen meer kunnen doorgeven, en paralyse volgt.

## Toxiciteit
Epibatidine heeft een LD50-waarde van 1,46 tot 13,98 μg/kg. Deze waarde ligt in de buurt van dioxine. Epibatidine veroorzaakt een hoge bloeddruk, ademhalingsverlammingen en beroertes. Bij zeer geringe dosis heeft epibatidine een pijnstillende werking echter bij een dosis die iets hoger ligt is het al dodelijk. Hierdoor heeft het een zeer smalle therapeutische breedte.

## Farmaceutische toepassingen
Al snel nadat epibatidine geïsoleerd was uit de huid van de kikker bleek dat het een pijnstillende werking had, hetgeen voor farmaceutische bedrijven zeer interessant was. Na enkele onderzoeken bleek dat epibatidine veel potentiële voordelen had ten opzichte van reeds bekende pijnstillers, zoals morfine. Het grootste voordeel van epibatidine is dat het werkingsmechanisme niet-opioïd is. Dit is gebleken uit een onderzoek van Daly. Hij ontdekte dat de pijnstillende werking van epibatidine niet werd onderdrukt door naloxon. Naloxon is een opioïde receptorantagonist, die de werking van opioïden zoals morfine en heroïne onderdrukt. Het grootste voordeel van epibatidine ten opzichte van opioïden is dat epibatidine niet verslavend is en er geen gewenning optreedt. Bij gewenning zijn er steeds grotere doses nodig om hetzelfde resultaat te bereiken. Deze gewenning in combinatie met de verslavingsverschijnselen kunnen zeer ernstige gevolgen hebben voor de gezondheid. Epibatidine zou in dat opzicht dus een betere pijnstiller zijn.
De kans dat epibatidine daadwerkelijk ooit als pijnstiller op de markt komt is klein wegens de grote mate van toxiciteit. Farmaceutische bedrijven proberen nu derivaten van epibatidine te syntheseren die wel de pijnstillende werking hebben, maar niet de extreem toxische werking.